# روني برادفورد
روني برادفورد (بالإنجليزية: Ronnie Bradford)‏ هو لاعب كرة قدم أمريكية أمريكي، ولد في 1 أكتوبر 1970 في مينوت في الولايات المتحدة.

## وصلات خارجية
- روني برادفورد على موقع مرجع كرة القدم المحترفة.كوم (الإنجليزية)